# Ла Кукарача (филм, 1959)
„Ла Кукарача“ (на испански: La Cucaracha) е мексиканска епична историческа драма от 1959 година с участието на Мария Феликс. Сценарият на филма е базиран върху мотиви от традиционната за мексиканската революция песен „Ла Кукарача“.

## Сюжет
Когато избухва мексиканската революция, една жена, по прякор „Ла Кукарача“ (Мария Феликс), пренаписва историята. Нейната най-голяма страст е революцията, а най-голямата и слабост е един мъж, полковник Антонио Зета (Емилио Фернандес), който е влюбен в друга жена, вдовицата Изабел (Долорес дел Рио). Противостоянието между двете жени експлодира...

## В ролите
- Мария Феликс като революционерката „Ла Кукарача“
- Долорес дел Рио като Изабел
- Емилио Фернандес като полковник Антонио Зета
- Антонио Агуилар като капитан Вентура
- Флор Силвестре като Лола
- Игнасио Лопес Тарсо като Тринидад
- Куко Санчес като войника
- Ирма Торес като военната
- Мигел Мансано като Габриел Фуентес
- Лупе Карилес като тромпетиста
- Алисия дел Лаго като бременната военна
- Емма Ролдан като акушерката
- Тито Новаро като Якобо Мендес
- Антонио Харо Олива като свещеника-революционер
- Давид Рейнозо като полковник Рикардо Зунига
- Армандо Гутиерес като свещеника
- Хосе Карлос Мендес като Пингуико
- Педро Армендарис като полковник Валентин Разо

## Награди и номинации
- Награда Менора за най-добра актриса на Мария Феликс от 1959 година.
- Награда Менора за най-добър режисьор на Исмаел Родригес от 1959 година.
- Номинация за Златна палма за най-добър филм от Международния кинофестивал в Кан, Франция през 1959 година.